# Moravské cukrovarnictví
Moravské cukrovarnictví je fenomén převážně 19. století. V důsledku jeho rozvoje došlo k celé sérii změn od uspořádání krajiny, zemědělských ploch, průmyslových zón etc., přes změnu sociální stavby měst a obcí ve kterých se cukrovary nacházely, až po rozvoj a směřování železniční sítě.

## Éra předcukrovarnická
České země, podobně jako asi všechny slovanské země, byly od počátku zvyklé sladit březovým sirupem (méně) a medem (více). Ne náhodou byl ve slovanské vesnici v období Velké Moravy jedním z nejváženějších obyvatel právě brtník (muž živící se sběrem medu lesních včelstev). A zatímco výroba březového sirupu byla postupem času téměř zapomenuta, tak během středověku (hlavně ve vrcholném středověku) se v medu vybíraly i dávky. Takové dávky rozhodně nebyly malé. Tvrzení lze podložit historkou, která se datuje do obléhání míšeňského hradu Poláky – když posádce hradu začala docházet voda, tak než aby vypotřebovali při hašení požáru poslední její zbytky, užili právě med.
S rozvojem obchodu, zejména v počátcích Raného novověku, se na evropský trh začal ve větší míře dostávat cukr, třtinový, většinou dovážený koloniálními mocnostmi z karibské oblasti. Dominantní postavení mezi dovozci takovéhoto cukru získali v průběhu 17. a 18. Angličané.
V roce 1803 začaly Napoleonské války a 21. listopadu 1806 byla Berlínským dekretem vyhlášena kontinentální blokáda. V důsledku toho již Rakouské císařství nemohlo kupovat cukr od Britů. Vláda se sice pokoušela podporovat výrobu cukru z javorového sirupu, tyto pokusy byly však velmi nákladné a neefektivní.

## Počátky v Českých zemích
V roce 1812 byly v Čechách v době blokády založeny např. cukrovar na Zbraslavi, ve Žlebích, Dobříši, ve vinohradské Kanálce byla současně s malým cukrovarem založena i první cukrovarnická škola...
V roce 1829 byl v Kostelním Vydří nedaleko Dačic založen první (alespoň v západní části monarchie) významný řepný cukrovar. Ten sice zanikl již v roce 1833, na jeho tradici však navázala rafinerie třtinového cukru v Dačicích. Tu zřídil Franz Grebner ve spolupráci s terstským obchodním domem Sartotiov (ten zajistil dodávky třtinového cukru z kolonií). A právě zde se v listopadu 1843 začal ve větším měřítku vyrábět kostkový cukr. Nakonec i rafinerie v Dačicích nakonec zanikla, stalo se tak v roce 1852. Tou dobou byl již majitelem velkopodnikatel v oblasti cukrovarnictví – Satzger. Příčinou zániku byla pravděpodobně odlehlost a technická zaostalost výroby.
V roce 1908 se v Čechách vyrábělo 50 % cukru pokrývajících potřeby Rakousko-Uherska. V roce 1914 pracovalo v Čechách 108 cukrovarů ze 196 v Rakousku-Uhersku.

## Moravské cukrovarnictví

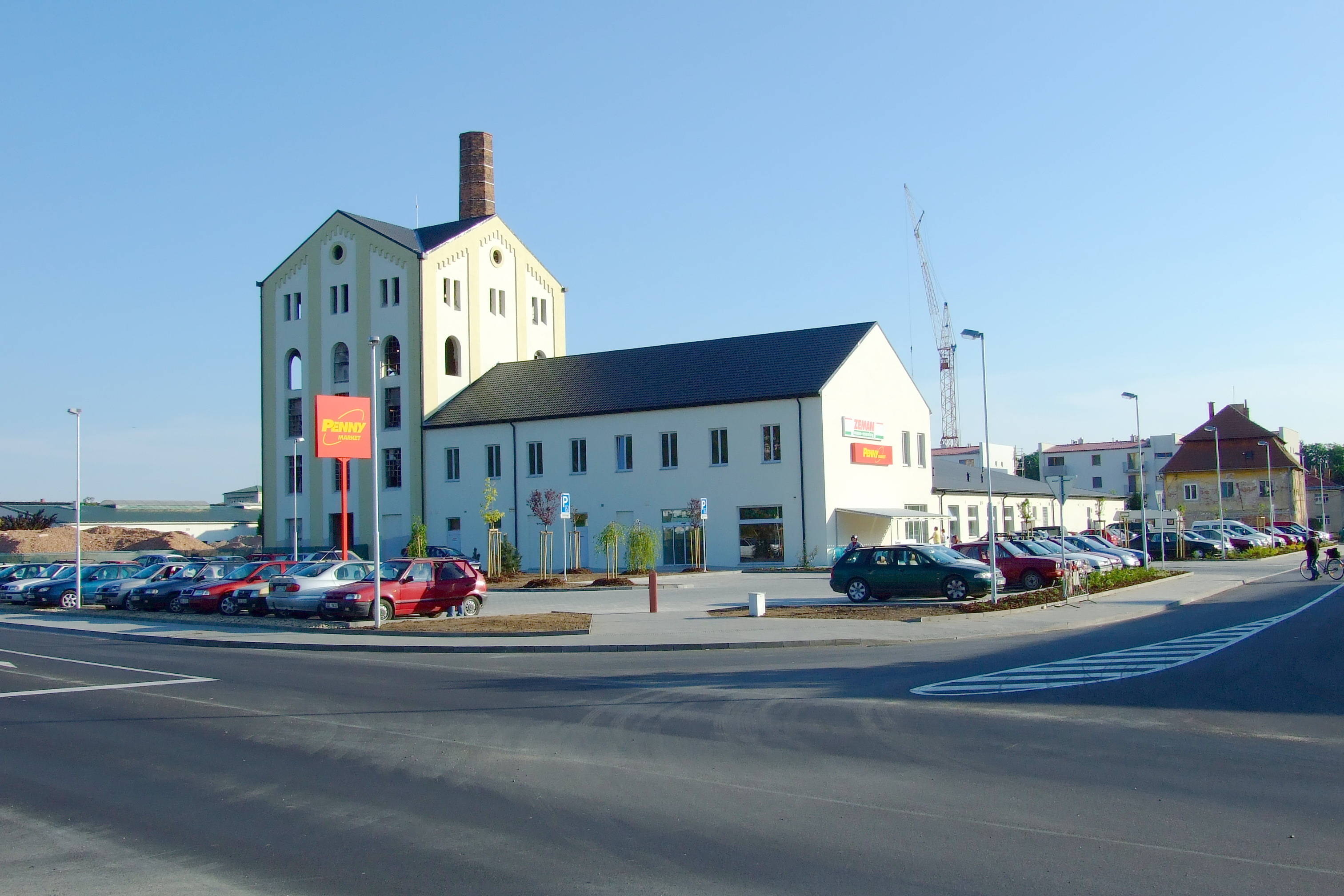
Areál bývalého cukrovaru v Židlochovicích.

Od 30. let 19. století cukrovary vznikaly a zanikaly ‚ve velkém‘. Namátkou – velmi významný cukrovar vznikl v roce 1836 v Rájci nad Svitavou, další byl založen hrabětem J. Stockau v Napajedlích; 1838 vznikl martinický cukrovar v Kloboukách u Brna; v roce 1841 v Sokolnicích u Brna. Už předtím byl založen v letech 1837–1838 v Židlochovicích na panství arcivévody Karla bratry Florentinem Robertem a Louisem z Francie založen asi nejdůležitější podnik tohoto druhu na Moravě.
Zatímco roce 1838 zpracovali moravské cukrovary 168 tisíc metrických centů (16 800 000 kg) cukrové řepy, tak do roku 1851 se toto množství znásobilo pětkrát. Na této rostoucí tendenci měla největší podíl vysoká šlechta, protože právě velcí majitelé pozemků patřili k největším investorům do cukrovarnictví v podstatě celá 40. léta 19. století (např. roku 1832 zřídil hrabě Larisch-Monnich v Horní Suché úplně první slezský cukrovar). V roce 1853 bylo na Moravě a v rakouském Slezsku dohromady 37 továren na výrobu cukru a jedna živnostenská provozovna. Z toho je jasně patrné, že už od samého počátku bylo cukrovarnictví vedeno formou tovární velkovýroby.
Od 50. let předminulého století se v cukrovarnictví na Moravě uchytilo několik rodin, které jej provozovaly buď jako hlavní „živnost“, nebo jako jednu z nich. Pro názornost následuje výčet (abecední) těch z nich, kteří byli vázáni na Brno:
1. Rodina Lazara Auspitze
2. Rodina Moritze Johanna Bauera
3. Rodina Theodora Johanna Bauera (jedni z nejvýznamnějších obchodníků v oblasti cukru vůbec)
4. Rodina Johanna Bochnera
5. Methud Ellinger
6. Rodina Josefa Flesche (velice významná rodina obchodníků v oblasti cukrovarnictví)
7. Rodina Philippa Gomperze
8. Johann Wilhem Hahn
9. Rodina Johanna Josefa Haupta
10. Rodina Franze Illeka
11. Alois Kupka
12. Rodina Arona Löw-Beera
13. Rodina Johanna Heinricha Offermanna
14. Laurenz Andreas Padowetz
15. Rodina Abrahama Poppera
16. Johann Putterlik
17. Rodina Moritze Redlicha
18. Christian Daniel Satzger
19. Franz Anton Sautschek
20. Rodina Johanna Wilhelma Schoellera (spolu se Skeneovými vybudovali pivovar v Lipníku nad Bečvou)
21. Rodina Williama Skeneho (v oblasti Přerova měli dva cukrovary a spolupracovali se Schoellerovými)
22. Rodina Wilhelma Skutezkyho
23. Josef Heinrich Sopuch
24. Rodina Salomona Strakosche mladšího
25. Rodina Karla Stephana Stummera
26. Rodina Aloise Tauschinského
27. Rodina Josefa Teubera
28. Franz Wilmann

Výčet těchto jmen, sám o sobě, odhaluje mnohé. Není náhodou, že většina z nich z ní německy, popřípadě židovsky, a naopak snad jen Kupka Alois zní česky. Mimo tyto brněnské podnikatele patřili k nejvýznamnějším také břeclavští Kufnerové, olomoučtí Primavesiové, Mayové a několik dalších. 
V porovnání s oblastí Čech, kde skutečně velkou část kapitálu v cukrovarnictví drželi Češi, byly cukrovary na Moravě ovládány převážně kapitálem německým (a židovským – např. Kufnerové – ten je však často řazen právě k německému). To se v 60. letech pokoušeli zvrátit moravští rolníci svou snahou založit na principu akciové společnosti rolnický cukrovar. První pokus v roce 1863 zkrachoval, v roce 1869 se však vše vydařilo a byl založen První rolnický cukrovar na Moravě v Kroměříži. Následovalo několik dalších pokusů, některé byly zmařeny, některé uspěly. Z nich však některé musely ukončit svou činnost již roku 1873, kdy neustály hospodářskou krizi.

## Statistika
V letech 1829–1841 bylo na Moravě a v rakouském Slezsku založeno 23 cukrovarů, z toho 15 feudály a 8 zástupci měšťanstva. Od roku 1842 do konce 60. let bylo založeno 52 cukrovarů, z toho převážná většina německy hovořícími kapitalisty, a jenom sedm šlechtou z řad velkostatkářů. Ty starší nebyly příliš ‚stabilní‘, měly tendence potýkat se s finančními, technologickými a logistickými problémy; skutečně funkční a stabilní cukrovary, dlouhodobě výnosné fungující investiční příležitosti, vznikaly až v 50. letech. České akciové rolnické cukrovary byly kapitálově, v porovnání s německými (či židovskými), výrazně slabší. Jejich kapitál se pohyboval v průměru kolem 300 tis. zlatých, zatímco společný projekt Kufnerů, Schoellerů a Skeneů – společnost lipnicko-břeclavských cukrovarů – měla akciový kapitál asi 3 miliony zlatých.
V letech 1882–1885 bylo pouze na Moravě v činnosti 55 cukrovarů, skutečně českých z nich však nebylo víc než šest (a to v Brodku u Přerova, Holici, Kroměříži, Litovli, Prosenicích, Vrbátkách), další dva byly ve vlastnictví českých firem (cukrovar ve Vranovicích patřil Živnostenské bance a cukrovar v Podivíně jedné pražské firmě), v dalších 3 byl kapitál národnostně smíšený, a zbytek byl v německých rukou.
V roce 1852 se na Moravě vyrobilo 1 539 000 kg cukru. V roce 1912, do té doby největší evropská sklizeň cukrové řepy (3 514 300 tun), to bylo 53 400 000 kg, zpracováno 64 cukrovary. Z toho je možné jasně vyvodit, že i přes hospodářské krize či světovou cukerní krizi (1894–1896), cukerní daň, spotřební daň a „války“ mezi českým a německým kapitálem, množství výroby rafinovaného cukru stoupalo po celé 19. století.